# Daniel Daly
Daniel Joseph "Dan" Daly (11 de novembro de 1873 – 27 de abril de 1937) foi um fuzileiro naval dos Estados Unidos. Ele é um de dezenove homens (incluindo outros sete fuzileiros) a receber duas Medalhas de Honra. Dan e o general Smedley Butler são os únicos marines a receber tal comenda em conflitos diferentes. A primeira ele recebeu na Rebelião dos Boxers na China e a outra na Europa durante a Primeira Guerra Mundial.
É atribuído a Daly a famosa frase "Come on, you sons of bitches, do you want to live forever?" ("Vamos lá, seus filhos da mãe, vocês querem viver para sempre?"), que ele teria dito aos seus homens enquanto atacavam as posições alemãs na batalha de Belleau Wood, durante a primeira grande guerra.
O major-general Butler, um dos seus comandantes, descreveu Daly como "o melhor marine que já conheceu". Teria sido oferecido a Dan a patente de oficial, mas ele se recusou, preferindo continuar como sargento.
Dan deixou as forças armadas em 1929, falecendo oito anos depois em sua residência em Nova Iorque. Suas Medalhas de Honra atualmente estão expostas no Museu dos Fuzileiros, em Triangle, Virgínia.